# Palotás Ágnes (színművész)
Palotás Ágnes (Marcali, 1985. szeptember 7. –) magyar operett-musical színész.

## Pályafutása
Már gyermekkorától központi helyet foglalt el az életében a zene, és a színház. 1996 óta foglalkozott az énekléssel; énekmestere Gencsy Sári, a Magyar Állami Operaház magánénekese volt.
2004-ben felvételt nyert a Shakespeare Színművészeti Akadémia operett-musical színész szakára. Tanárai többek között Nagy Viktor rendező, Horváth Péter rendező, Borbás Gabi, Bánfalvy Ágnes, Medgyesi Mária, Tímár Éva, Papp János, Simorjay Emese, Gyenes Ildi, Papp Csaba, Gyöngyösi Tamás, Farkas Kati voltak.
2007/2008-ban a Rockszínházban, 2008/2009-ben a Show Színházban, 2009-től a Musical Színpadon lépett fel. 2007-től nagyszabású operett- és musicalgálák, különböző rendezvények, külföldi turnék kiemelt szereplője.[forrás?] 2010-ben Siófokon az V. Kálmán Imre nemzetközi versenyen első helyezést ért el.

## Szerepei
| Év   | Cím                          | Szerep        |
| ---- | ---------------------------- | ------------- |
| 2005 | Apácák                       | Mária Amnézia |
| 2005 | Rocky Horror Picture Show    | tánckar       |
| 2005 | Csongor és Tünde             | Kurrah        |
| 2005 | A néma levente               | Zilia         |
| 2006 | Chicago (musical)            | Mary Sunshine |
| 2007 | A Tündérlaki-lányok          | Malvin        |
| 2008 | Made in Hungária (musical)   | Hella         |
| 2010 | Grease (musical)             | Rizzo         |
| 2010 | István, a király (rockopera) | Gizella       |
| 2010 | Egri csillagok (musical)     | Cecey Éva     |
| 2011 | Romeó és Júlia (musical)     | Júlia         |